# Leptoteratura raoani
Leptoteratura raoani är en insektsart som beskrevs av Andrej Vasiljevitj Gorochov 2008. Leptoteratura raoani ingår i släktet Leptoteratura och familjen vårtbitare. Inga underarter finns listade i Catalogue of Life.